# ساختمان حاج پرویز
ساختمان حاج پرویز یک منطقهٔ مسکونی در ایران است که در دهستان دادین واقع شده‌است. ساختمان حاج پرویز ۳۶ نفر جمعیت دارد.